# El Callao
A Província Constitucional do Callao (Provincia Constitucional del Callao), popularmente conhecida como El Callao ou, simplesmente, Callao, é uma província do Peru. Sua área coincide com a região do Callao, embora o governo da província seja separado do governo da região. Situa-se na costa do oceano Pacífico e possui o principal porto do país. Conta com uma população de 813 264 habitantes (censo de 2005).
Conta com o principal aeroporto do país, o Aeroporto Internacional Jorge Chávez (ao norte da província), e com a maior estrutura industrial do país. Encontra-se conurbada com a província de Lima, de cujo Centro Histórico dista quinze quilômetros.

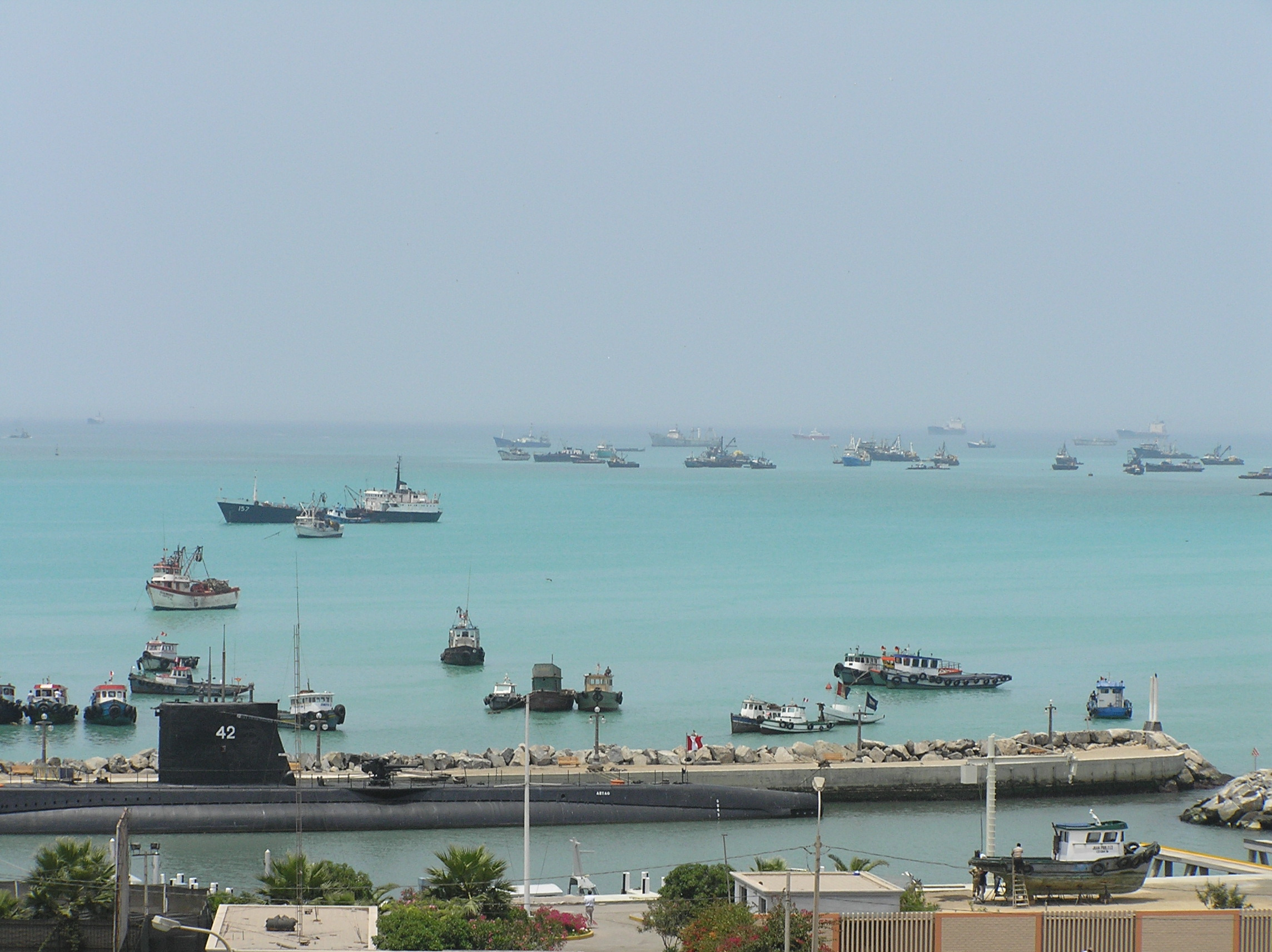
Porto de Callao

## Topônimo
No antigo linguajar dos marinheiros espanhóis, callao significava "calhau" e, por extensão, "praia com pedras" (como são as praias chalacas). O uso deste termo é comum nas Ilhas Canárias até hoje.

## Gentílico
A palavra chalaco, além de ser o gentílico de Callao, também designa as pessoas que vivem no litoral. A palavra deriva do vocábulo quíchua chala, que significa "litoral".

## História
A região de Callao já é habitada desde 10 000 a.C. Quando os incas chegaram à região no século XV, ela era habitada pela cultura Maranga. A atual província começou a ser povoada por espanhóis em 1535, quando desembarcaram os navios de Francisco Pizarro e Diego de Almagro. Em 6 de março de 1537, o espanhol Diego de Ruiz obteve autorização para construir um tambo (hospedaria) em Callao.
Em 1555, se iniciou a construção do primeiro bairro espanhol. No ano seguinte, o vice-rei Andrés Hurtado de Mendoza nomeou dom Francisco López como o primeiro alcaide do porto. Em 1579, o porto foi atacado por Francis Drake. Nos primeiros mapas do Peru, elaborados em 1635 pelo cartógrafo Guiljelmus Blaew, a cidade de Callao na província homônima é referida como "vila do Callao".
Durante o Vice-Reino do Peru (1542-1824), a cidade de Callao na província homônima foi conhecida informalmente como "Porto de Lima". Segundo o cronista indígena Felipe Guamán Poma de Ayala, desde essa época Callao já era o principal porto de todo o litoral oeste da América Espanhola.
Em 28 de outubro de 1746, um terremoto seguido de maremoto dizimou a região: dos 5 000 habitantes, somente sobreviveram duzentos. Visando a evitar a repetição da tragédia, o vice-rei José Manso de Velasco criou a cidade de Bellavista, situada a três quilômetros de Callao, em uma planície distante do mar. No entanto, a população chalaca insistiu em viver junto ao mar.
Durante a guerra de independência do Peru, Callao teve uma grande importância estratégica, pois controlava a entrada e a saída de mercadorias, bem como a frota militar.
Entre 10 de dezembro de 1835 e 24 de janeiro de 1836, e entre 31 de agosto e 7 de dezembro de 1836, fuzileiros navais norte-americanos desembarcaram para proteger os interesses norte-americanos durante uma tentativa de revolução.
Entre 1850 e 1851, começou a funcionar a estrada de ferro Lima-Callao, a segunda na América do Sul. Em 2 de maio de 1866, aconteceu a batalha de Callao entre a Armada Espanhola e as forças peruanas em terra, no contexto da guerra hispano–sul-americana.

## Transporte
O distrito de Callao é servido, entre outras, pelas seguintes rodovias:
- PE-20, que liga o distrito à cidade de Puente Piedra (Província de Lima);
- PE-20I, que liga o distrito à cidade de La Perla (Região de Callao);
- PE-20B, que liga o distrito a várias partes da cidade de Callao.[5][6][7]